# Ptychohyla sanctaecrucis
Ptychohyla sanctaecrucis és una espècie de granota que es troba a Guatemala.
Està amenaçada d'extinció per la pèrdua del seu hàbitat natural.